# Esqui aquático nos Jogos Pan-Americanos de 2015 - Slalom feminino
A competição do slalom feminino foi um dos eventos do esqui aquático nos Jogos Pan-Americanos de 2015, em Toronto. Foi disputada no canal oeste do Lago Ontário entre os dias 20 e 23 de julho.

## Calendário
Horário local (UTC-4).
| Data        | Horário | Fase         |
| ----------- | ------- | ------------ |
| 20 de julho | 10:00   | Preliminares |
| 23 de julho | 10:00   | Finais       |

## Medalhistas
| Ouro   | CAN Whitney McClintock |
| Prata  | USA Regina Jaquess     |
| Bronze | USA Erika Lang         |

## Resultados

### Preliminares
Os seis melhores atletas se classificaram para a final.
| Colocação | Atleta             | Nacionalidade      | Resultados    | Notas |
| --------- | ------------------ | ------------------ | ------------- | ----- |
| 1         | Whitney McClintock | CAN Canadá         | 3.00/55/10.75 | Q     |
| 2         | Regina Jaquess     | USA Estados Unidos | 1.00/55/10.75 | Q     |
| 3         | Delfina Cuglievan  | PER Peru           | 2.00/55/11.25 | Q     |
| 4         | Erika Lang         | USA Estados Unidos | 3.00/55/12.00 | Q     |
| 5         | Alexandra De Osma  | PER Peru           | 2.00/55/12.00 | Q     |
| 5         | Valentina Gonzalez | CHI Chile          | 2.00/55/12.00 | Q     |
| 7         | Carolina Chapoy    | MEX México         | 1.00/55/12.00 |       |
| 8         | Fernanda Naser     | CHI Chile          | 4.00/55/13.00 |       |
| 9         | Paula Jaramillo    | COL Colômbia       | 3.00/55/13.00 |       |
| 10        | Lorena Botana      | ARG Argentina      | 0.00/55/18.25 |       |

### Finais
| Colocação         | Atleta             | Nacionalidade      | Resultados    | Notas |
| ----------------- | ------------------ | ------------------ | ------------- | ----- |
| Medalha de ouro   | Whitney McClintock | CAN Canadá         | 3.50/55/11.25 |       |
| Medalha de prata  | Regina Jaquess     | USA Estados Unidos | 3.00/55/11.25 |       |
| Medalha de bronze | Erika Lang         | USA Estados Unidos | 2.00/55/12.00 |       |
| 4                 | Delfina Cuglievan  | PER Peru           | 1.50/55/12.00 |       |
| 5                 | Alexandra De Osma  | PER Peru           | 2.00/55/13.00 |       |
| 6                 | Valentina Gonzalez | CHI Chile          | 1.50/55/13.00 |       |